# Quiz Taxi Österreich
Die österreichische Quizsendung Quiz Taxi Österreich ist ein Ableger der britischen Spielshow Cash Cab. Die Teilnehmer der Sendung haben die Möglichkeit durch die Beantwortung von buntgemischten Quizfragen Geld zu gewinnen. Moderiert wird die Sendung von Max Schmiedl, einem Wiener Musiker und Schauspieler. Er hatte einen kurzen Gastauftritt als Taxifahrer in der ORF-Serie Dolce Vita & Co und nahm bei Taxi Orange teil. Dieser Moderator fährt das sogenannte Quiz Taxi, einen orangen Renault Espace mit dem Logo von Puls 4 darauf. Die Sendung wurde am 16. Oktober 2011 das erste Mal ausgestrahlt. Von den insgesamt 24 Folgen der ersten Staffel waren zwei davon ausschließlich auf der Onlineplattform des Senders abrufbar. Für die zweite Staffel, deren Ausstrahlung am 10. Mai 2012 begann, führte man neue Rubriken ein und änderte das Design des Autos geringfügig ab. Die dritte Staffel wurde erstmals am 18. August 2012 gezeigt. Ergänzt wird das Format mittels sogenannter „Extremfolgen“ und Prominenten-Ausgaben in unregelmäßigen Abständen. Der Gewinn, den die prominenten Kandidaten erzielen, wird gespendet.

## Spielregeln
Wie bei einer normalen Taxifahrt nennen die Kandidaten den gewünschten Zielort, dann erhalten diese diverse Fragen aus verschiedensten Gebieten der Allgemeinbildung. Manche Fragen sind Bilderfragen oder unbekannte Bild- und Tonsequenzen, bei denen beispielsweise der Komponist oder ähnliches gesucht wird. Es werden auch komplizierte Wörter gefragt, bei denen die Teilnehmer die exakte Buchstabierung erraten müssen. Gelegentlich müssen sich die Kandidaten gegenseitig Begriffe pantomimisch, zeichnerisch oder mit einem Plastikball im Mund sprechend erläutern. Bei einer richtigen Antwort erhalten die Teilnehmer einen Geldpreis, der sich, gemeinsam mit dem Schwierigkeitsgrad, stetig steigert. Antwortmöglichkeiten, wie bei der Millionenshow existieren nicht. Die ersten drei Fragen sind jeweils 20 Euro wert, die folgenden vier Fragen je 50 Euro. Nach der siebenten Frage können die Kandidaten mit jeder Antwort 100 Euro gewinnen. Geben die Kandidaten keine oder eine falsche Antwort, verlieren sie eines ihrer drei Leben. Verlieren die Spielteilnehmer alle der drei Leben, gehen die Kandidaten leer aus und müssen an Ort und Stelle aus dem Taxi aussteigen.

### Joker
Wissen die Kandidaten die Antwort auf eine Frage nicht, so können sie zwei Joker einsetzen:
- Telefonjoker: Die Kandidaten können mithilfe eines Telefons im Taxi eine Person seiner Wahl anrufen und sich bei der Lösung helfen lassen.
- Passantenjoker: Die Kandidaten können einen oder mehrere Passanten ansprechen, die sich in der Nähe des Quiztaxis befinden.

### Masterfrage
Haben die Kandidaten den Zielort mit mindestens einem restlichen Leben erreicht, so können diese das Taxi mit dem Gewinn verlassen; wahlweise können sie eine sogenannte Masterfrage beantworten, durch die die Teilnehmer den Gewinn verdoppeln können. Sollte die Frage innerhalb einer kurzen Zeitspanne falsch beantwortet werden, so müssen die Kandidaten das Taxi ohne Gewinn verlassen. Die restlichen Joker können nicht angewandt werden.

## Schauplätze
Die derzeitigen Schauplätze sind Wien, Graz, Innsbruck, Salzburg, Linz, St. Pölten, Bregenz, Eisenstadt und Klagenfurt.

## Quiz Taxi eXtrem

Logo von Quiz Taxi eXtrem

Quiz Taxi eXtrem funktionierte nach demselben Spielprinzip wie Quiz Taxi Österreich, mit dem Unterschied, dass diese Spezialausgaben bei Nacht gedreht und deren Aufgaben teilweise mit sogenannten „Extremaufgaben“ ergänzt wurden. Auch bei diesem Format gab es den Passanten- und Telefonjoker, allerdings wurden hier auch die Joker dem Namen angepasst. Beim Passanten-Joker mussten die Kandidaten beispielsweise an fremden Haustüren läuten, die Kassiererin im McDrive um Hilfe bitten oder ihre Frage auf einem belebten Platz in die Menge schreien. Die Erstausstrahlung war am 23. Oktober 2011, es wurde stets sonntags eine Doppelfolge um 22:15 Uhr gezeigt. Seit dem Start der zweiten Staffel von Quiz Taxi Österreich ist Quiz Taxi eXtrem keine eigenständige Sendung mehr; es wurde in das reguläre Format eingegliedert.

## Quiz Taxi in anderen Staaten
Nachfolgend eine Tabelle mit den Ländern, die ebenfalls das Cash-Cab-Format weiterführen bzw. weiterführten.
| Land                   | Name                            | Moderation                                                      | Sender                         | Erstausstrahlung                                |
| ---------------------- | ------------------------------- | --------------------------------------------------------------- | ------------------------------ | ----------------------------------------------- |
| Arabische Welt         | Cash Taxi                       | Hisham Abdulrahman                                              | MBC 1                          | 2008                                            |
| Australien             | Cash Cab Australia              | Charlie Pickering und James Kerley                              | Channel V Australia            | 2007                                            |
| Brasilien              | Taxi do Milão                   | Supla                                                           | Rede TV!                       | 2010                                            |
| Kanada                 | Cash Cab Canada und Taxi Payant | Adam Growe und Alexandre Barrette                               | Discovery Channel Canada und V | 2008 bzw. 2009                                  |
| Kolumbien              |                                 |                                                                 | CityTV                         |                                                 |
| Tschechien             |                                 |                                                                 |                                |                                                 |
| Frankreich             | Taxi Cash                       | Alexandre Devoise                                               | W9                             | 2010                                            |
| Dänemark               | Taxaquizzen                     | Sigurd Kongshøj Larsen                                          | TV2                            | 2011                                            |
| Deutschland            | Quiz Taxi Quiz Taxi Reloaded    | Thomas Hackenberg (Quiz Taxi), Murat Topal (Quiz Taxi Reloaded) | Kabel 1                        | 2006 (Quiz Taxi) bzw. 2012 (Quiz Taxi Reloaded) |
| Griechenland           | Taxi Girl                       | Vicki Stavropoulos                                              | Mega TV                        | 2006                                            |
| Ungarn                 |                                 |                                                                 | Viasat 3                       |                                                 |
| Indien                 | Airtel Cash Cab                 | Munish Mukhija                                                  | UTV Bindass                    | 2007                                            |
| Indonesien             | Taxi Selebritis                 | Ulfa Dwiyanti                                                   | antv                           |                                                 |
| Italien                | Cash Taxi                       | Marco Berry                                                     | SKY Uno und Cielo              | 2009                                            |
| Israel                 | Monit Hakesef                   | Ido Rozenblum                                                   | Channel 2 und Keshet           | 2007                                            |
| Japan                  | Cash Cab                        | Toshihiro Ito                                                   | Fuji TV                        | 2008                                            |
| Litauen                | Pinigų taksi                    | Karina Krysko                                                   | LNK                            | 2008                                            |
| Malaysia               | Teksi Tunai                     | Bob Lokman                                                      | Astro Prima                    | 2008                                            |
| Mexiko                 | Taxi Cash                       | Andrés Bustamante                                               | Televisa                       | 2008                                            |
| Niederlande            | Cash Cab                        | Kurt Rogiers und Edo Brunner                                    | BNN                            | 2006                                            |
| Polen                  |                                 |                                                                 | TV4                            |                                                 |
| Russland               | Такси                           | Alex Kulichkov und Eugene Rybov                                 | TNT                            | 2005                                            |
| Serbien                | Keš taksi                       | Ivan Ivanović                                                   | Fox televizija                 |                                                 |
| Spanien                | Taxi und ¡Taxi!                 | Joan Domínguez und Manolo Sarria                                | Telemadrid und Canal Sur 2     | 2009 bzw. 2010                                  |
| Schweden               |                                 | Fredrik Belfrage                                                | Discovery Channel              |                                                 |
| Taiwan                 | Golden Taxi                     | Cheng-Ping Chao, Ho-Chuen Liang, und Gui Gui                    | ECT                            | 2009                                            |
| Ukraine                | Taxi                            | Grygoriy German                                                 | 1+1, ICTV                      | 2006–2008, 2013                                 |
| Vereinigtes Königreich | Cash Cab (Originalfassung)      | John Moody                                                      | ITV1                           | 2005                                            |
| Vereinigte Staaten     | Cash Cab                        | Ben Bailey (New York City) und Beth Melewski (Chicago)          | Discovery Channel              | 2005 bzw. 2011                                  |